# بليسانتفيل (نيويورك)
بليسانتفيل (بالإنجليزية: Pleasantville, New York)‏ هي منطقة سكنية تقع في الولايات المتحدة في مقاطعة ويستتشستر، نيويورك. يقدر عدد سكانها بـ 7,019 نسمة ومساحتها 4.7 كم2 وترتفع عن سطح البحر 89 متر.

## التركيبة السكانية
حدّد مكتب تعداد الولايات المتحدة بيانات التركيبة السكانية لبليسانتفيل في تعداد الولايات المتحدة. في ما يلي، التركيبة السكانية حسب تعدادي 2000 و2010.

### تعداد عام 2000
بلغ عدد سكان بليسانتفيل 7,172 نسمة بحسب تعداد عام 2000، وبلغ عدد الأسر 2,637 أسرة وعدد العائلات 1,825 عائلة مقيمة في القرية. في حين سجلت الكثافة السكانية 1,494.2 نسمة لكل كيلومتر مربع (3,870.0/ميل2). وبلغ عدد الوحدات السكنية 2,684 وحدة بمتوسط كثافة قدره 559.2 لكل كيلومتر مربع (1,448.3/ميل2).
وتوزع التركيب العرقي للقرية بنسبة 90.35% من البيض و2.90% من الأمريكيين الأفارقة و0.18% من الأمريكيين الأصليين و2.89% من الأمريكيين ذوي الأصول الآسيوية و1.73% من الأعراق الأخرى و1.95% من عرقين مختلطين أو أكثر و7.36% من الهسبانيون أو اللاتينيون من أي عرق.
بلغ عدد الأسر 2,637 أسرة كانت نسبة 36.6% منها لديها أطفال تحت سن الثامنة عشر تعيش معهم، وبلغت نسبة الأزواج القاطنين مع بعضهم البعض 58.3% من أصل المجموع الكلي للأسر، ونسبة 7.8% من الأسر كان لديها معيلات من الإناث دون وجود شريك، بينما كانت نسبة 3.1% من الأسر لديها معيلون من الذكور دون وجود شريكة وكانت نسبة 30.8% من غير العائلات. تألفت نسبة 25.6% من أصل جميع الأسر من عدة أفراد يعيشون في نفس المنزل ونسبة 10.3% كانت تتألف من شخص يعيش بمفرده يبلغ من العمر 65 عاماً أو أكثر. وبلغ متوسط حجم الأسرة المعيشية 2.61، أما متوسط حجم العائلات فبلغ 3.16.
بلغ العمر الوسطي للسكان 37.9 عاماً. وكانت نسبة 25.4% من القاطنين تحت سن الثامنة عشر، وكانت نسبة 4.6% بين الثامنة عشر والرابعة والعشرين عاماً، ونسبة 29.7% كانت واقعةً في الفئة العمرية ما بين الخامسة والعشرين والرابعة والأربعين عاماً، ونسبة 23.1% كانت ما بين الخامسة والأربعين والرابعة والستين، ونسبة 13.2% كانت ضمن فئة الخامسة والستين عاماً فما فوق. يوجد لكل 100 أنثى 95.3 ذكر، ويوجد لكل 100 أنثى في الثامنة عشر من عمرها فما فوق 90.3 ذكر.
بلغ متوسط دخل الأسرة في القرية 86,632 دولارًا، أما متوسط دخل العائلة فبلغ 105,227 دولارًا. وكان متوسط دخل الذكور 62,344 دولارًا مقابل 47,978 دولارًا للإناث. وسجل دخل الفرد الخاص بالقرية 41,397 دولارًا. وكانت نسبة 2% من العائلات ونسبة 4.4% من السكان تحت خط الفقر، وكان من هؤلاء نسبة 3% تحت سن الثامنة عشر ونسبة 3.5% في الخامسة والستين من العمر وما فوق.

### تعداد عام 2010
بلغ عدد سكان بليسانتفيل 7,019 نسمة بحسب تعداد عام 2010، وبلغ عدد الأسر 2,569 أسرة وعدد العائلات 1,781 عائلة مقيمة في القرية. في حين سجلت الكثافة السكانية 1,462.3 نسمة لكل كيلومتر مربع (3,787.3/ميل2). وبلغ عدد الوحدات السكنية 2,680 وحدة بمتوسط كثافة قدره 558.3 لكل كيلومتر مربع (1,446.0/ميل2).
وتوزع التركيب العرقي للقرية بنسبة 85.65% من البيض و4.22% من الأمريكيين الأفارقة و0.14% من الأمريكيين الأصليين و4.49% من الأمريكيين ذوي الأصول الآسيوية و3.56% من الأعراق الأخرى و1.94% من عرقين مختلطين أو أكثر و11.74% من الهسبانيون أو اللاتينيون من أي عرق.
بلغ عدد الأسر 2,569 أسرة كانت نسبة 36.9% منها لديها أطفال تحت سن الثامنة عشر تعيش معهم، وبلغت نسبة الأزواج القاطنين مع بعضهم البعض 57.6% من أصل المجموع الكلي للأسر، ونسبة 8.6% من الأسر كان لديها معيلات من الإناث دون وجود شريك، بينما كانت نسبة 3% من الأسر لديها معيلون من الذكور دون وجود شريكة وكانت نسبة 30.7% من غير العائلات. تألفت نسبة 26.6% من أصل جميع الأسر من عدة أفراد يعيشون في نفس المنزل ونسبة 10% كانت تتألف من شخص يعيش بمفرده يبلغ من العمر 65 عاماً أو أكثر. وبلغ متوسط حجم الأسرة المعيشية 2.60، أما متوسط حجم العائلات فبلغ 3.18.
بلغ العمر الوسطي للسكان 41.0 عاماً. وكانت نسبة 28.1% من القاطنين تحت سن الثامنة عشر، وكانت نسبة 6.6% بين الثامنة عشر والرابعة والعشرين عاماً، ونسبة 21.8% كانت واقعةً في الفئة العمرية ما بين الخامسة والعشرين والرابعة والأربعين عاماً، ونسبة 30.2% كانت ما بين الخامسة والأربعين والرابعة والستين، ونسبة 13.2% كانت ضمن فئة الخامسة والستين عاماً فما فوق. وتوزع التركيب الجنسي للسكان بنسبة 48.8% ذكور و51.2% إناث.

## أعلام
- سولومون نونيز كارفاليو
- تشارلي سي
- شون ماهر